# Championnat de Bonaire de football 2021
Navigation
Édition précédente Édition suivante
La saison 2021 du championnat de Bonaire de football est la neuvième édition du Kampionato, le championnat de première division à Bonaire. Les dix meilleures équipes de l'île sont regroupées en une poule unique.
Le Real Rincon est le tenant du titre, après l'absence de titre lors de l'édition 2019-2020. Le Real Rincon conserve son titre face au SV Vespo en finale.

## Les équipes participantes
| \| Rincon : Real Rincon SV Vespo SV Uruguay Kralendijk : SV Estrellas SV Young Boys ASCD Arriba Perú Kralendijk Rincon Vitesse Juventus Tera Korá SV Atlétiko Flamingo La Fama Estrella \| Localisation des équipes engagées. |
| Rincon : Real Rincon SV Vespo SV Uruguay Kralendijk : SV Estrellas SV Young Boys ASCD Arriba Perú Kralendijk Rincon Vitesse Juventus Tera Korá SV Atlétiko Flamingo La Fama Estrella                                          |

| Club                  | Classement 2018-2019 | Ville      | Stade                         |
| --------------------- | -------------------- | ---------- | ----------------------------- |
| Real Rincon           | Champion             | Rincon     | Stade Antonio-Trenidat        |
| SV Estrellas          | 2e                   | Kralendijk | Stade municipal de Kralendijk |
| SV Atlétiko Flamingo  | 3e                   | Nikiboko   | Stade Antonio-Trenidat        |
| SV Vespo              | 4e                   | Rincon     | Stade Antonio-Trenidat        |
| SV Atlétiko Tera Korá | 5e                   | Tera Korá  | Stade municipal de Kralendijk |
| SV Uruguay            | 6e                   | Rincon     | Stade Antonio-Trenidat        |
| SV Vitesse            | 7e                   | Antriòl    | Stade municipal de Kralendijk |
| SV Juventus           | 8e                   | Antriòl    | Stade municipal de Kralendijk |
| SV Young Boys         | Nouvelle équipe      | Kralendijk | Stade municipal de Kralendijk |
| ASCD Arriba Perú      | Nouvelle équipe      | Kralendijk | Stade municipal de Kralendijk |

Légende des couleurs
- Tenant du titre
- Nouvelle équipe

## Compétition
Le barème utilisé pour établir le classement est le suivant :
- Victoire : 3 points
- Match nul : 1 point
- Défaite : 0 point

### Première phase
| Rang | Équipe                | Pts | J | G | N | P | Bp | Bc | Diff |
| ---- | --------------------- | --- | - | - | - | - | -- | -- | ---- |
| 1    | SV Estrellas          | 21  | 9 | 6 | 3 | 0 | 26 | 7  | +19  |
| 2    | SV Vespo              | 21  | 9 | 6 | 3 | 0 | 21 | 7  | +14  |
| 3    | Real Rincon T         | 20  | 9 | 6 | 2 | 1 | 21 | 8  | +13  |
| 4    | SV Atlétiko Flamingo  | 16  | 9 | 4 | 4 | 1 | 18 | 6  | +12  |
| 5    | SV Vitesse            | 14  | 9 | 4 | 2 | 3 | 18 | 12 | +6   |
| 6    | SV Young Boys         | 12  | 9 | 3 | 3 | 3 | 10 | 11 | -1   |
| 7    | SV Uruguay            | 7   | 9 | 2 | 1 | 6 | 12 | 19 | -7   |
| 8    | SV Atlétiko Tera Korá | 6   | 9 | 2 | 0 | 7 | 12 | 26 | -14  |
| 9    | ASCD Arriba Perú      | 4   | 9 | 1 | 1 | 7 | 5  | 26 | -21  |
| 10   | SV Juventus           | 4   | 9 | 1 | 1 | 7 | 3  | 24 | -21  |

|  | Qualification pour la phase suivante |
|  | T : Tenant du titre                  |

### Deuxième phase
| Rang | Équipe               | Pts | J | G | N | P | Bp | Bc | Diff |
| ---- | -------------------- | --- | - | - | - | - | -- | -- | ---- |
| 1    | Real Rincon T        | 7   | 3 | 2 | 1 | 0 | 5  | 1  | +4   |
| 2    | SV Vespo             | 6   | 3 | 2 | 0 | 1 | 4  | 3  | +1   |
| 3    | SV Estrellas         | 3   | 3 | 1 | 0 | 2 | 3  | 6  | -3   |
| 4    | SV Atlétiko Flamingo | 1   | 3 | 0 | 1 | 2 | 5  | 7  | -2   |

|  | Qualification pour la finale |
|  | T : Tenant du titre          |

### Finale
| 26 septembre 2021 | Real Rincon                          | 2 - 1   | SV Vespo               | Stade municipal de Kralendijk, Kralendijk     |                                               |
|                   | Fabio Hierck 39e · Justin Michel 82e | (1 - 0) | 90e Christopher Isenia | Spectateurs : 500 Arbitrage : Ashier Martines | Spectateurs : 500 Arbitrage : Ashier Martines |
|                   | Rapport                              |         |                        | Spectateurs : 500 Arbitrage : Ashier Martines | Spectateurs : 500 Arbitrage : Ashier Martines |

## Statistiques

### Buteurs
Le tableau suivant présente la liste des meilleurs buteurs du championnat.
| Rang | Nom                | Équipe               | Buts |
| 1    | Yurick Seinpaal    | SV Atlétiko Flamingo | 9    |
| 2    | Christopher Isenia | SV Vespo             | 7    |
| 3    | Gilbertson Piard   | SV Vespo             | 6    |
| 3    | Fabio Hierck       | Real Rincon          | 6    |

## Bilan de la saison
| Championnat de Bonaire de football 2021 |                         |
| Champion                                | Real Rincon (13e titre) |
| Dauphin                                 | SV Vespo                |
| Coupes et trophées                      |                         |
| Vainqueur de la Coupe de Bonaire 2021   | SV Young Boys           |
| Qualifications continentales            |                         |
| Caribbean Club Shield 2022              | Real Rincon             |